# Richard Schmidt-Cabanis
Otto Richard Schmidt-Cabanis, född den 22 juni 1838 i Berlin, död där den 11 november 1903, var en tysk skriftställare.
Schmidt-Cabanis var 1860–1867 skådespelare, men ägnade sig därefter åt humoristiskt författarskap och blev 1895 redaktör för Ulk.